# Nolanaceae
Nolanaceae é uma família de plantas dicotiledóneas. No sistema de Cronquist (1981) compreende entre um a três géneros.
O sistema APG II (2003) coloca esta família na família Solanaceae.